# Henri Goussé
Pour les articles homonymes, voir Goussé.
Henri Jean Baptiste Goussé, né le 1er avril 1872 à Gémozac et mort le 22 novembre 1914 à Saint-Maurice (Val-de-Marne), est un peintre, affichiste et illustrateur français.

## Parcours

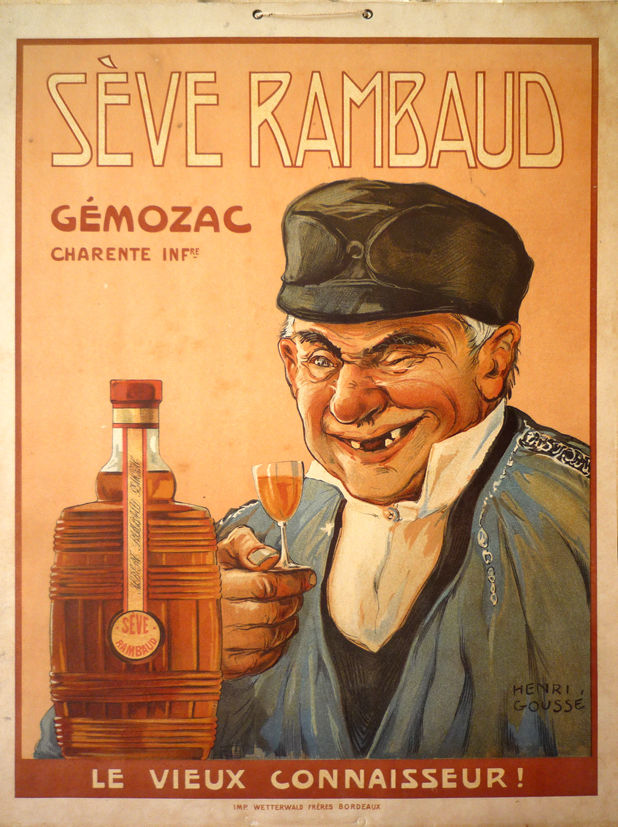
Affiche pour Sève Rambaud (cir. 1900).

Henri Goussé collabore dès le début des années 1900 à des périodiques illustrés où il donne de nombreux caricatures et dessins humoristiques : Le Rire, L'Assiette au beurre, Le cri de Paris, Fantasio, Le Sourire, l' Almanach du rire...
Il exécute quelques affiches : celle du premier Salon des humoristes (1907), et pour des commanditaires comme Bénédictine, Guillot triple sec, Salon d'art moderne (1901)...
L'une de ses plus belles contributions à l'art du livre : les illustrations de La Suppliciée d'Henri Berton [Herbey], paru à Bordeaux, et les œuvres complètes de Maupassant chez Paul Ollendorff.